# Romy Saalfeld
Romy Saalfeld (* 14. Dezember 1960 in Weißenfels) ist eine ehemalige Ruderin aus der DDR. 1980 gelang ihr im Vierer mit Steuerfrau der Olympiasieg.

## Leben
Die gelernte Maschinenbauzeichnerin trat als Studentin für den SC DHfK Leipzig an und trainierte bei Herta Weissig. 1978 siegte sie bei den Junioren-Weltmeisterschaften im Vierer mit Steuerfrau. 1979 ruderte sie im zweiten Vierer der Leipziger, aber 1980 rückte sie in das erste Boot. Bei den Olympischen Spielen 1980 in Moskau saß sie im Leipziger Vierer, der in der Besetzung Ramona Kapheim, Silvia Fröhlich, Angelika Noack, Romy Saalfeld und Steuerfrau Kirsten Wenzel mit etwas über einer Sekunde Vorsprung auf die Bulgarinnen olympisches Gold gewann. Für diesen Erfolg wurde sie mit dem Vaterländischen Verdienstorden in Silber ausgezeichnet. Bei der Weltmeisterschaft 1981 belegte der Vierer mit Viola Kestler für Ramona Kapheim und Marita Sandig für Angelika Noack den zweiten Platz hinter dem sowjetischen Boot.
Saalfeld war mit dem Ruderer Ronald Topf verheiratet. Sie arbeitet bei IBM.